# Eleocharis gossweileri
Eleocharis gossweileri är en halvgräsart som beskrevs av H.E.Hess. Eleocharis gossweileri ingår i släktet småsäv, och familjen halvgräs. Inga underarter finns listade i Catalogue of Life.